# Zapasy na Igrzyskach Ameryki Środkowej i Karaibów 1938
Turniej w ramach Igrzysk w Panamie w 1938 

## Tabela medalowa
|   | Państwo  |   |   |   | Razem: |
| - | -------- | - | - | - | ------ |
| 1 | Panama   | 4 | 1 | 2 | 7      |
| 2 | Kuba     | 2 | 2 | 1 | 5      |
| 3 | Meksyk   | 1 | 1 | 0 | 2      |
| 4 | Salwador | 0 | 2 | 1 | 3      |
|   | razem:   | 7 | 6 | 4 | 17     |

## Wyniki

### W stylu wolnym
| Waga   | złoty           | srebrny              | brązowy         |
| ------ | --------------- | -------------------- | --------------- |
| 58 kg  | Mario Ruiz      | Antonio Hidalgo      | Carlos Alvarado |
| 63 kg  | George Jones    | Jesus Rodriguez      | Óscar Hernández |
| 69 kg  | Harry Smith     | Fernando Castellanos | ----            |
| 76 kg  | Mario Tovar     | Ricardo Paranos      | Sammy Ford      |
| 85 kg  | Roy McLean      | Alfredo Baeza        | Manuel Sarria   |
| 90 kg  | Rafael Barcenas | Jose Granucci        | ----            |
| 130 kg | Gladstone Stone | ----                 | ----            |